# Trachysarus
Trachysarus is een geslacht van kevers uit de familie van de loopkevers (Carabidae). De wetenschappelijke naam van het geslacht is voor het eerst geldig gepubliceerd in 1874 door Reed.

## Soorten
Het geslacht Trachysarus omvat de volgende soorten:
- Trachysarus antarcticus Reed, 1874
- Trachysarus basalis Straneo & Jeannel, 1955
- Trachysarus bicolor Straneo & Jeannel, 1955
- Trachysarus emdeni Straneo & Jeannel, 1955
- Trachysarus kuscheli Straneo & Jeannel, 1955
- Trachysarus neopallipes Noonan, 1976
- Trachysarus ovalipennis Straneo & Jeannel, 1955
- Trachysarus pictipes Straneo, 1958
- Trachysarus punctiger Andrewes, 1931
- Trachysarus sericeus Andrewes, 1931